# Kammersrohr
Kammersrohr is een gemeente en plaats in het Zwitserse kanton Solothurn en maakt deel uit van het district Lebern.
Kammersrohr telt 40 inwoners.